# Atrezja jelita cienkiego
Atrezja jelita cienkiego (ang. intestinal atresia) – wada wrodzona przewodu pokarmowego polegająca na częściowym lub całkowitym zwężeniu światła jelita cienkiego, będąca jedną z częstszych przyczyn niedrożności przewodu pokarmowego. Ze względu na odrębności patogenetyczne i anatomiczne, a także na odmienny obraz kliniczny, atrezję dwunastnicy zazwyczaj traktuje się osobno.

## Epidemiologia
Częstość wady szacuje się na 1/330 do 1/2700 żywych urodzeń. Występuje równie często u obojga płci. Najczęściej jest to wada izolowana.

## Klasyfikacja
W podziale wad tej grupy stosuje się powszechnie podział Grossfelda, wyróżniający cztery główne typy wad. Inny podział przeprowadza się według Martina i Zerreli.
| Typ      | Opis |
| -------- | --- |
| Typ I    | Zarośnięcie jelita spowodowane błoniastą przegrodą. |
| Typ II   | Zarośnięcie z obecnością włóknistego pasma łączącego ślepe końce, przy zachowanej ciągłości krezki.                                                         |
| Typ IIIA | Zarośnięcie jelita z całkowitym rozdzieleniem obu ślepo zakończonych odcinków i ubytkiem krezki, najczęściej V-kształtnym.                                  |
| Typ IIIB | Zarośnięcie typu „zespołu pagody”; ubytkowi znacznej części jelita cienkiego towarzyszy skręcenie dalszego odcinka jelita krętego i rozległy defekt krezki. |
| Typ IV   | Mnogie zarośnięcie jelita. |

## Rozpoznanie
Rozpoznanie opiera się przede wszystkim o zdjęcie przeglądowe jamy brzusznej w projekcji tylno-przedniej w pozycji pionowej. W obrębie jamy brzusznej stwierdza się rozdęte pętle jelitowe z poziomami płynów w górnej części jamy brzusznej i bezpowietrzną dolną część brzucha. Im niżej zlokalizowane jest miejsce zrośnięcia, tym więcej pętli jelitowych z poziomami płynów. U dzieci tuż po urodzeniu obraz radiologiczny może być niejednoznaczny ze względu na słabą widoczność poziomów płynów (jelita zawierają jeszcze mało gazów).